# Ann-Kathrin Reger
Ann-Kathrin Reger (ur. 2 marca 1988 w Albstadt) – niemiecka skoczkini narciarska, reprezentantka SV Meßstetten.
W 2000 i 2001 zajęła drugie miejsce w konkursie drużynowym w cyklu FIS Ladies Grand Tournee.
W 2001 i 2002 zdobyła złote medale mistrzostw Niemiec na skoczni Meinhardus w Meinerzhagen, o punkcie konstrukcyjnym położonym na 62. metrze.
Najdłuższy skok w swojej karierze oddała na skoczni Brunnentalschanzen w Stams, skacząc na odległość 105 metrów.